# Valentin Falkensteiner
Valentin Franz Johann Joseph Falkensteiner (14. prosince 1800 Brno – 7. května 1884 Brno) byl moravský podnikatel, mecenáš a zakladatel největší dobročinné nadace v Brně.

## Život

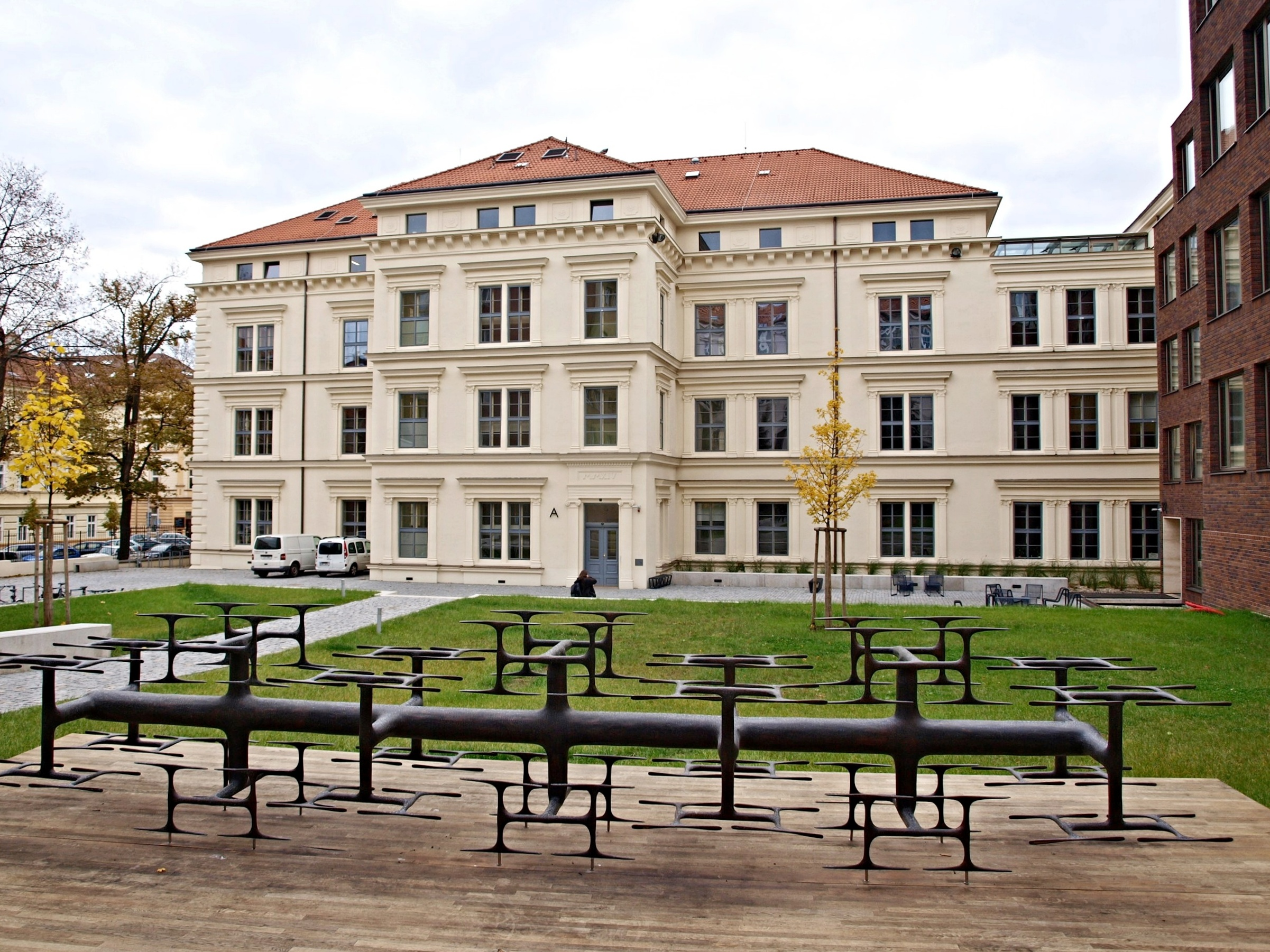
Bývalý městský sirotčinec v Brně na dnešní ulici Gorkého č. 14

Narodil se 14.12.1800 v Brně na Kapucínském náměstí č. 2 (tehdy Kohlmarkt) jako syn JUDRa Josefa Falkensteinera, moravskoslezského advokáta a majitele realit a Viktorie Gerstbauerové. V roce 1803 mu zemřel otec, po němž zůstalo 12.989 zlatých a rodný dům. Když později zemřely jeho sestra, zdědil po jedné 6.481 a po druhé 3.240 zlatých. 
Byl dán do učení ke svému strýci Valentinu Mathiasi Gerstbauerovi, majiteli obchodu se smíšeným a koloniálním zbožím. U Gerstbauera, bratra jeho matky se učil 4 roky a zůstal u něho jako obchodní příručí i po svém vyučení. V listopadu 1829 si pak otevřel samostatný obchod se zbožím smíšeným, koloniálním a barvami na nynější Masarykově ulici č. 2. Po smrti své matky koupil v roce 1857 cihelnu na Úvoze. 
V roce 1861 byl zvolen do obecního zastupitelstva města Brna, odkud byl v roce 1863 povolán do městské rady. V obou sborech zasedal přes dvacet let až do konce svého života a stal se též členem výboru Moravsko-slezské pojišťovny, členem Průmyslového muzea, členem Moravsko-slezského zemského pomocného spolku a čestný členem brněnských veteránů. Činný byl i v kuratoriu sirotčince a městského zaopatřovacího ústavu. Ke konci života vlastnil v Brně celkem 12 domů, sám bydlel v domě na Kapucínském náměstí č. p. 2.
Již několik let před smrtí zřídil nadaci, jejíž roční výtěžek 210 zlatých měl být rozdělován mezi dva chovance městského sirotčince. Z peněz této nadace byl postaven mj. městský sirotčinec poblíž Obilního trhu (na dnešní Gorkého ulici). Novorenesanční budova, jejímiž architekty a staviteli byli Josef Arnold a Moritz Kellner, byla slavnostně otevřena 29. 11. 1872. Po vzniku Masarykovy univerzity v roce 1919 v ní nalezla své sídlo její Filozofická fakulta. 
Zemřel 7. května 1884 a ve své závěti učinil hlavním dědicem Dobročinnou nadaci Valentina Falkensteinera, kterou ve své poslední vůli založil. Ta zdědila především domy na Masarykově ulici č. 2, České 14, Orlí 9, Panské 6, Kapucínské nám. 2, Kiosk 9 a V hlinkách č. 98, hotové peníze a různé pohledávky v úhrnné hodnotě přes 700.000 zlatých, ze kterých měla vyplatit příbuzným Valentinu Gerstbauerovi a Karlu Weegrovi po 50.000 zlatých. Z ostatního se měla zřídit nadace pro studující středních, popř. vysokých škol, pro studující průmyslových škol a pro chudé, staré, výdělku neschopné, tělesnými vadami stižené a nevyléčitelně nemocné osoby. O těch chovancích, kteří navštěvovali nějakou školu, ustanovil Falkensteiner, že to má být škola německá a ve skupině chudinských podpor připustil jak českou, tak německou národnost. Studijní stipendium mělo ročně činit 500 K, chudinská podpora 200 nebo 300 K. 
Tento čin byl přijat v Brně s nadšením, které se projevilo zejména při jeho pohřbu 10. května 1884, jehož se vedle zástupců vlády, moravského místodržitelství a města zúčastnily velké zástupy brněnských občanů. Zemřel 7. května 1884, v pozůstalostním řízení byla hodnota jeho majetku vyčíslena na 1.050.000 zlatých. Pochován byl na Ústředním hřbitově v Brně, skup. 2, hrob č. 28.
Po zpochybnění závěti synovcem Karlem Weegrem a po soudních tahanicích byla platnost závěti v roce 1886 potvrzena. V roce 1894 stoupl majetek nadace na 875.323 zlaté. Pro nadaci byly přikoupeny domy na Kapucínském náměstí 3 a 4, aby byly v roce 1902 včetně č. 2 zbořeny a místo nich byl postaven velký dům č. 2-4. K domu v Panské č. 6 byly přikoupeny vedlejší domy č. 8 a 10, posléze všechny zbořeny a zbudován nový nadační dům Panská č. 6-10. V roce 1932 činilo jmění již nadace 9.031.574,62 Kč. 
Zdrojem financování nadace byly cenné papíry a nájemné ze sedmi domů v centru města, které nadace vlastnila.
V roce 1934 si podle návrhu architekta Oskara Pořísky nechala postavit nájemní dům na Moravském náměstí č. 14a-14b (dnes znám jako Nadační dům Valentina Falkensteinera), který představoval bydlení pro střední vrstvy na okraji promenádní okružní třídy.
Nadace zanikla v průběhu resp. po druhé světové válce. 

## Posmrtné připomínky
Mezi lety 1884 a 1945 se dnešní ulice Gorkého jmenovala Falkensteinerova.
Zásluhy za vybudování městského sirotčince Falkensteinerem připomínala pamětní deska na dnešní ulici Gorkého č. 14, deska byla zničena po roce 1918.
Další pamětní deska byla umístěna na dnešní ulici Mášova č. 1

## Budovy nadace

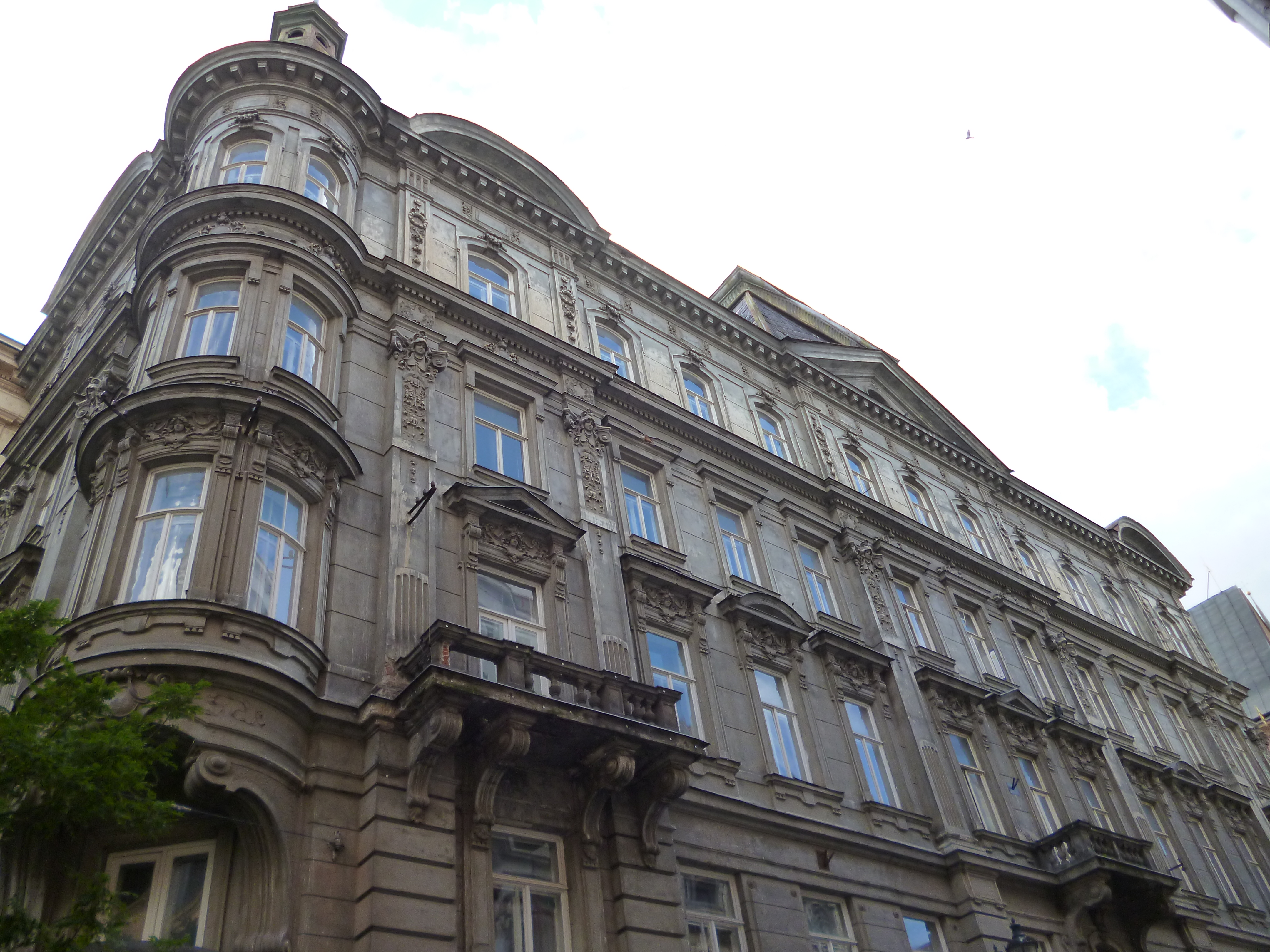
Kapucínské náměstí 2
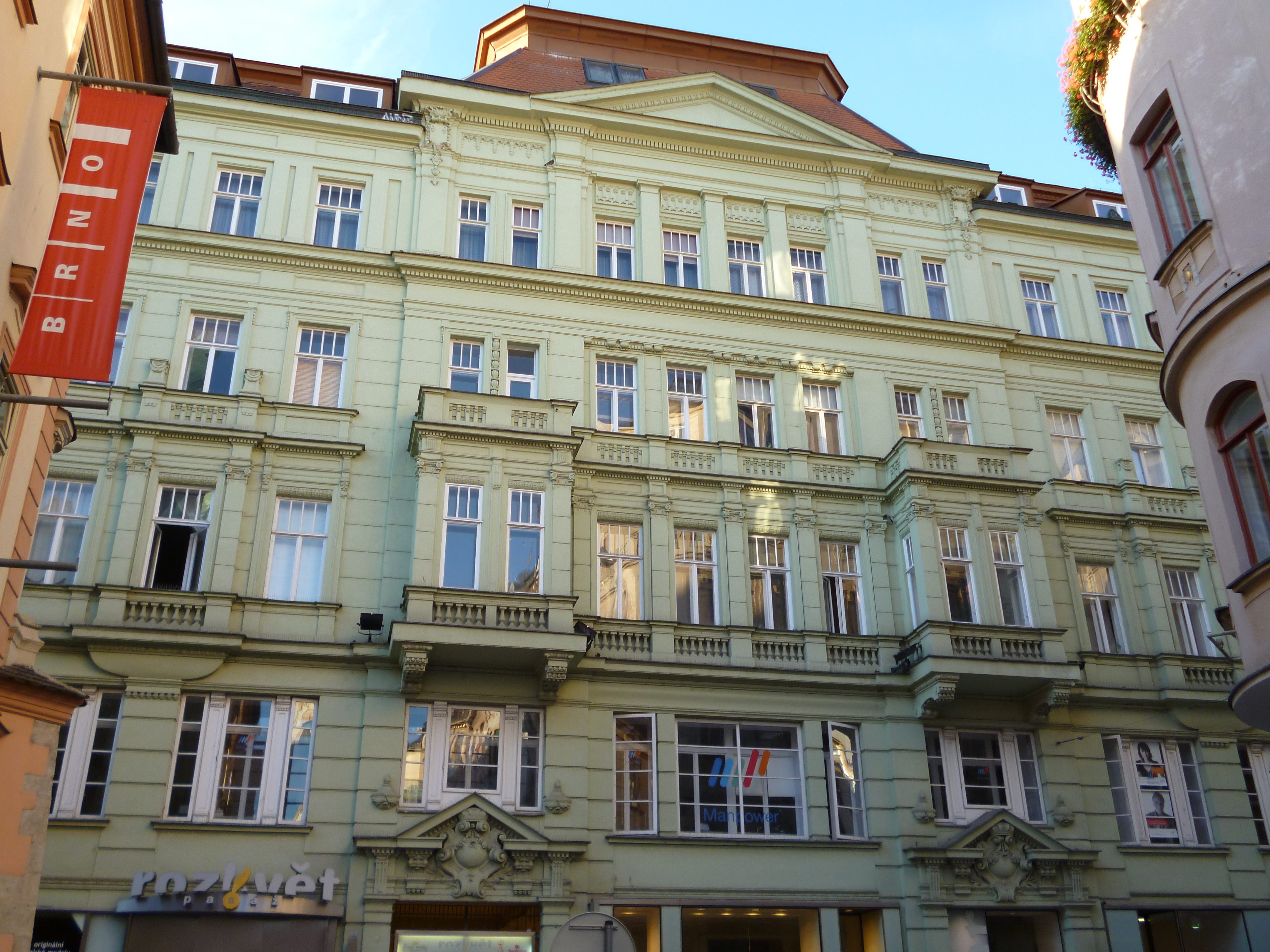
Panská 6
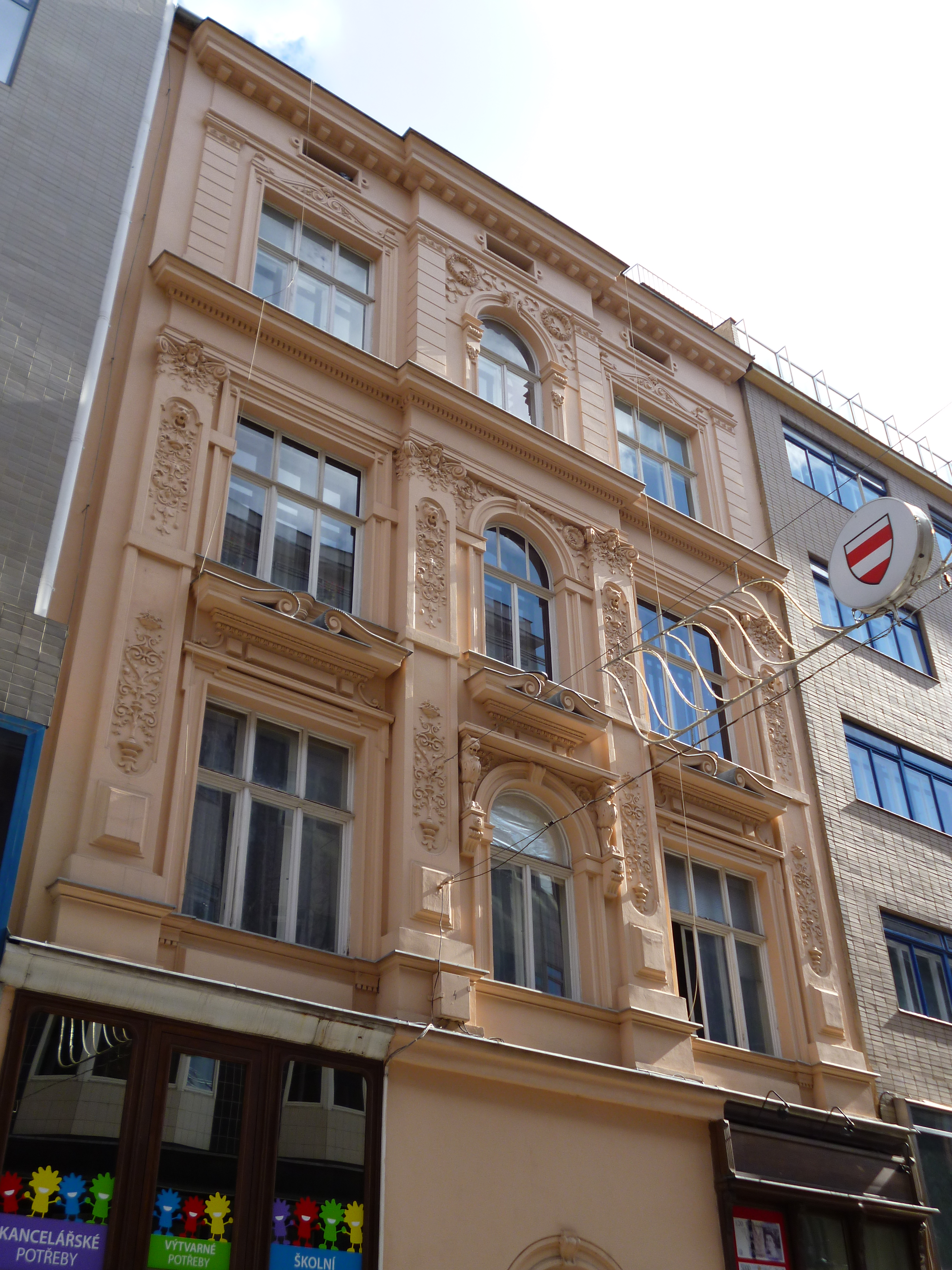
Česká 14
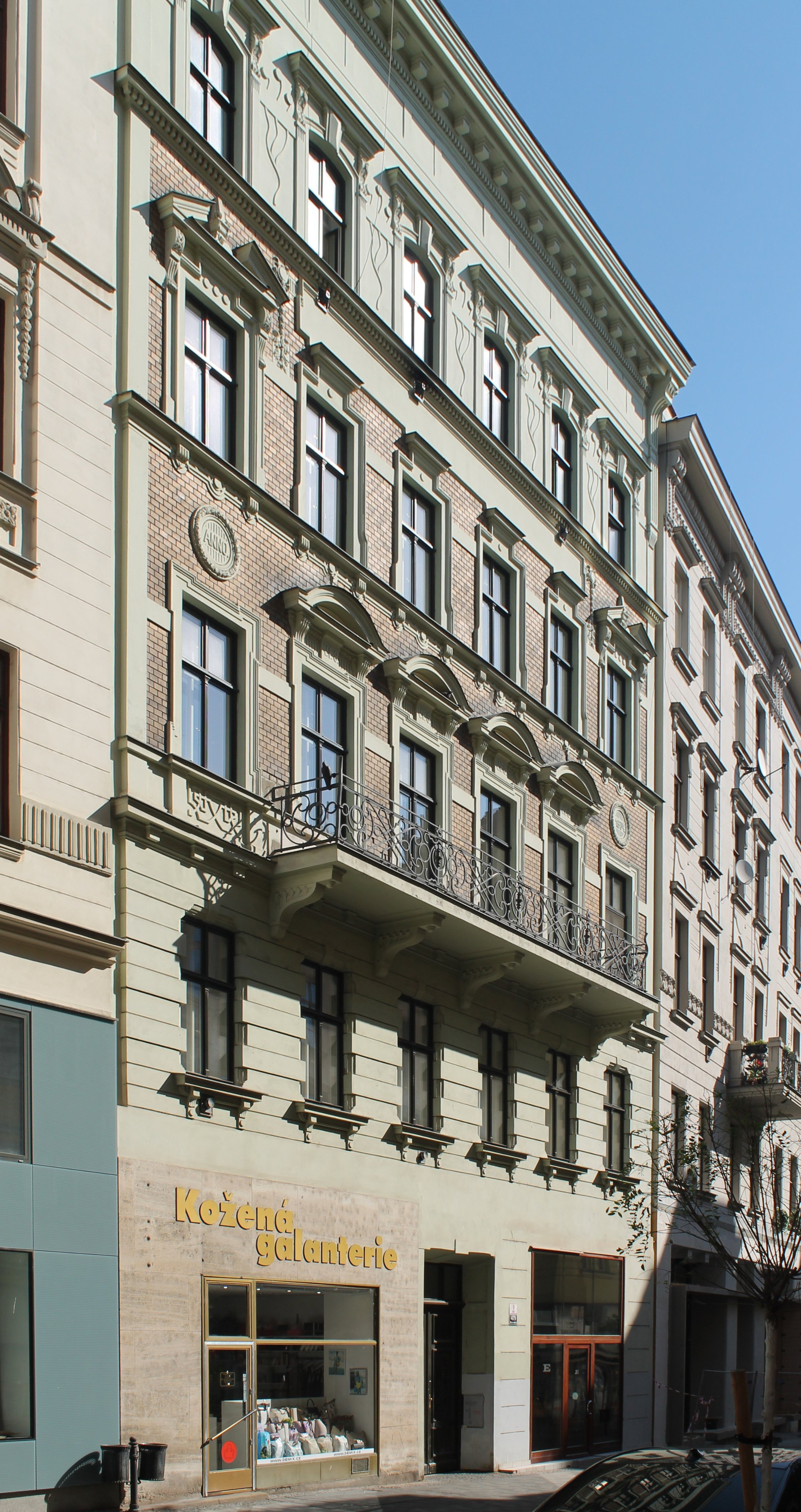
Orlí 9
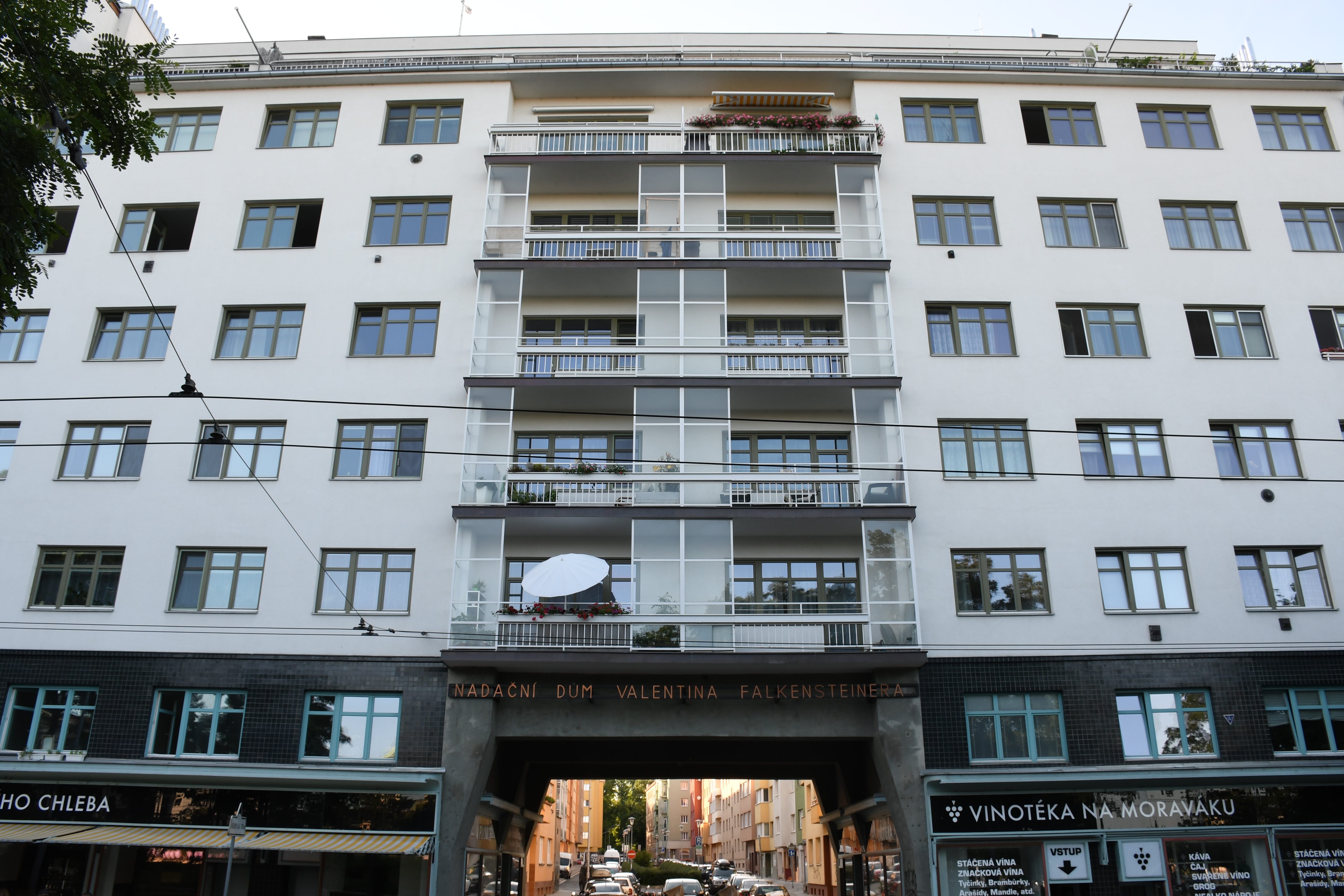
Moravské náměstí 14a-14b